# Siphonogorgia annectens
Siphonogorgia annectens is een zachte koraalsoort uit de familie Nidaliidae. De koraalsoort komt uit het geslacht Siphonogorgia. Siphonogorgia annectens werd in 1909 voor het eerst wetenschappelijk beschreven door Thomson & Simpson. 